# Martinus Savrij
Martinus Savrij (Haarlem, 16 januari 1793 — aldaar, 4 december 1871) was een huis-, rijtuig- en decoratieschilder en stichter van een vernisfabriek in Haarlem.

## Leven en werk
Savrij was een zoon van Hendrik Savrij en Maria Magdalena Rijnhard. Hij was aanvankelijk lood- en tingieter. later ontwikkelde hij zich tot huis-, rijtuig- en decoratieschilder. Daarnaast schilderde hij portretten en diverse soorten stillevens. Hij was tekenleraar aan de Haarlemse tekenschool. Hij was de leermeester van onder anderen zijn zoon Hendrik (de koeienschilder), van zijn schoonzoon Willem Frederik Weidner en van Anton Mauve. Hij was lid en bestuurslid van het genootschap Kunst Zij Ons Doel in Haarlem. Ook zijn dochter Cornelia Johanna werd kunstschilder. Zij trouwde met de latere burgemeester van Reeuwijk, Frederik Hendrik Bulaëus Brack.
Samen met Andreas Verpoorten richtte hij de vernisfabriek Savrij & Verpoorten op. Vanaf 1846 werd deze fabriek door Savrij en zijn nakomelingen voortgezet.

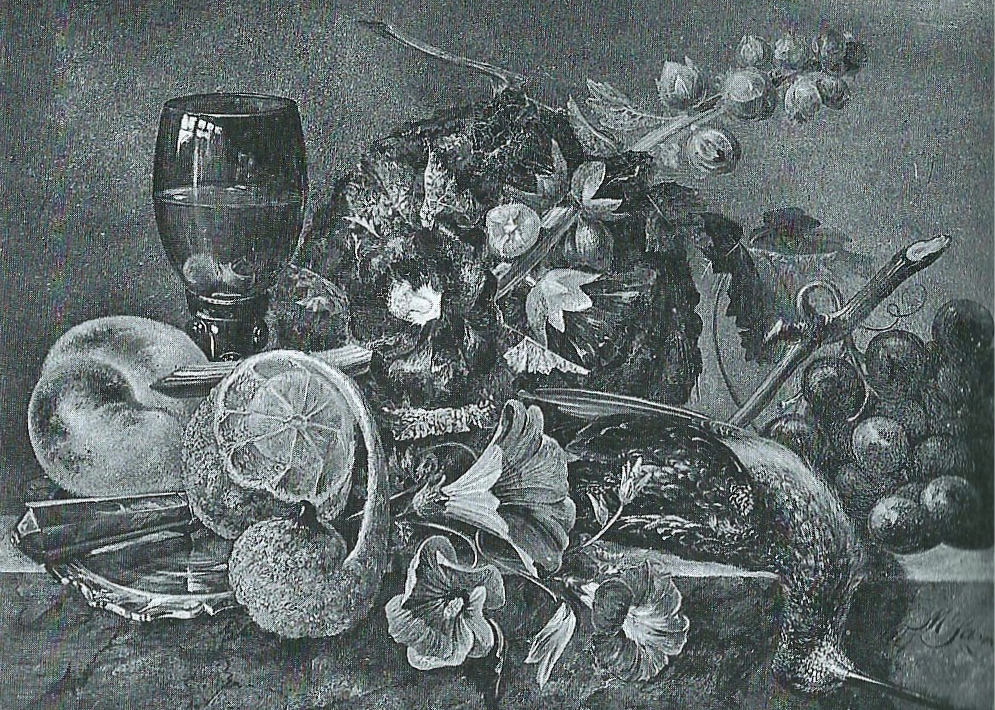
Stilleven door Martinus Savrij (1825)